# Ebla
Ebla (em sumério: 𒇯𒁺; em árabe: عبيل، إيبلا) foi uma antiga cidade localizada no norte da Síria, a cerca de 55 km, a sudoeste de Alepo. Foi uma importante cidade-estado em dois períodos: em inícios do 3º milênio a.C., e novamente entre 1 800 a.C. e 1 650 a.C..
O lugar é atualmente conhecido como Tell Mardikh, e é famoso principalmente pelas aproximadamente 20 000 tábuas cuneiformes ali encontradas, datadas por volta de 2 250 a.C., em escrita suméria e representando a língua eblaíta, uma língua até então desconhecida que hoje é conhecida como a mais antiga língua semítica, com exceção da língua acádia.

## Descoberta e escavação
Em 1964 d.C., arqueólogos italianos da Universidade de Roma La Sapienza sob a direção de Paolo Matthiae, com Giovanni Pettinato e outros,  começaram a escavação em Tell Mardikh. Em 1968 d.C. eles descobriram uma estátua dedicada à deusa Istar trazendo o nome Ibitelim, um rei de Ebla. Isto permitiu identificar a cidade, há muito conhecida em inscrições do Egito e Acádia. Na década seguinte a equipe descobriu um palácio datado de aproximadamente 2 500 a.C. a 2 000 a.C.. Em torno de 15.000 tabuinhas cuneiformes, bem conservadas, foram descobertas nas ruínas.  Cerca de 80% das tabuinhas estavam escritas em sumério, as outras numa língua anteriormente desconhecida, um dialeto proto-hebraico chamado 'língua eblaíta'. Pettinato e Dahood defendem que a escrita eblaíta pertence ao grupo semita ocidental, enquanto que para Gelb e outros se trata de um dialeto semítico oriental, próximo à língua acádia.
A principal ligação entre Ebla e a região sul da Mesopotâmia, onde surgiu a escrita, estabelece outras ligações entre as culturas sumérias e semíticas que certamente já existiam antes do aparecimento dos primeiros textos na Suméria, em 3 000 a.C.. Listas de vocábulos foram encontradas nas tabuinhas, permitindo que fossem traduzidas.
Acredita-se atualmente que o lugar em que as tabuinhas foram escritas não foi a biblioteca do palácio, que ainda deve ser descoberta, mas um arquivo de provisões e tributos, questões legais e contatos diplomáticos e comerciais, e um local onde escribas copiavam textos. As tabuinhas maiores foram originalmente guardadas em estantes, mas que foram derrubadas quando o palácio foi destruído. A descoberta desse local permitiu aos escavadores reconstruir sua posição original nas estantes: parece que elas eram catalogadas por tema.

## Ebla no terceiro milênio a.C.
O nome "Ebla" significa "rocha branca", e se refere à rocha calcária sobre a qual a cidade foi construída.  Apesar de o lugar apresentar sinais de uma ocupação continua mesmo antes de 3 000 a.C., seu poder cresceu e atingiu seu apogeu na segunda metade do 3° milênio a.C. O primeiro apogeu de Ebla foi entre 2 400 a.C. e 2 240 a.C.; seu nome é mencionado em textos acadianos, por volta de 2 300 a.C..
A maioria das tabuinhas palacianas de Ebla, que data daquele período, se refere a questões econômicas; elas apresentam uma boa visão da vida quotidiana dos habitantes, assim como muitas informações importantes a respeito da vida cultural, econômica e política do norte da Síria por volta de meados do 3º milênio a.C. Os textos são relatos dos rendimentos do estado, mas também incluem cartas reais, dicionários sumero-eblaítas, textos escolares, documentos diplomáticos, como tratados entre Ebla e outras cidades da região.
O rei mais poderoso de Ebla aparece nas listas com o nome de Ebrium, ou Ibrium, que selou o assim chamado "Tratado com Assur", que concedeu ao rei assírio Tudia o uso do espaço de comércio oficialmente controlado por Ebla.
O quinto e último rei de Ebla durante este período foi o filho de Ebrium, Ibisipis, seu primeiro sucessor na linhagem dinástica, quebrando assim com o costume eblaíta de eleger seu governante para um mandato, com um prazo definido de sete anos. Este absolutismo deve ter contribuído para as perturbações que levaram ao declínio da cidade. Entretanto, o reinado de Ibisipis foi considerado um período de uma prosperidade desordenada, em parte devido às constantes viagens externas do rei. Ficou registrado tanto em Ebla como Alepo que ele selou alguns tratados com sua vizinha Armi, como era conhecida Alepo naquele tempo.

## Economia
Naquele tempo, Ebla era um grande centro comercial.  Seu principal concorrente comercial era Mari, e Ebla é considerada suspeita pela primeira destruição de Mari. As tabuinhas revelam que os habitantes da cidade, possuíam por volta de 200.000 cabeças de gado misto (ovino, caprino e bovino). Os principais produtos do comércio eram provavelmente madeira das montanhas da região (e talvez do Líbano) e tecidos (mencionados em textos sumérios da cidade-estado de Lagas). A maioria de seu comércio parece ter-se voltado particularmente para Quis (Suméria), tendo sido atestados contatos com o Egito por meio de presentes do faraó Quéfren e Pepi I. Bens manufaturados parecem ter sido importantes na exportação: artefatos bem elaborados foram descobertos nas ruínas, inclusive móveis de madeira com incrustação de madrepérola e estátuas esculpidas em pedras coloridas. O estilo artístico em Ebla deve ter influenciado a qualidade do trabalho do próximo Império Acádio (ca. 2350-2150 a.C.).

## Governo
A forma de governo não é bem conhecida, mas a cidade parece ter sido governada por uma aristocracia mercantil que elegia um rei e que garantia a defesa da cidade com soldados assalariados. Por meio das tabuinhas conhecemos os nomes de muitos "reis", dentre eles Igris-Halam, Ircabe-Damu, Arenum, Ibrium e Ibisipis. Ibrium, quebrando a tradição, introduziu uma monarquia absolutista.

## Religião
Algumas conhecidas divindades semíticas aparecem em Ebla (Dagã, Istar, Resefe, Cultepe, Adade), e outras desconhecidas (Cura, Nidacul), mais alguns deuses sumérios (Enqui e Ninqui) e hurritas (Astapi, Hebate, Isara).
Algumas controversas posições de Pettinato, incluem a sugestão de que ocorreu uma mudança nos nomes teofóricos indicados em muitas tabuinhas encontradas no arquivo, de El para Iá, indicada no exemplo da transição de Micael para Micaia. Alguns acreditam que se trata de uma evidência do primeiro uso do nome divino Iá, um deus que seria depois conhecido com o nome de Javé (YHWH). Bottero, por exemplo, sugeriu que esta mudança indica a aceitação popular do deus acádio Ea, introduzido a partir do império sargônico e que deve ser transliterado em eblaíta como YH. No entanto, esta teoria não teve uma grande aceitação, e outros pesquisadores defenderam que o sinal em questão deve ser transliterado como IA.
Muitos nomes do Gênesis do Antigo Testamento que não foram encontrados em outras línguas do Oriente Próximo têm formas similares em eblaíta (a-da-mu/Adão, h’à-wa/Eva, Jabal, Abarama/Abraão, Bilá, Ishmael/Ismael, Isurael/Israel, Esaú, Miguel/Miguel, Micaia, Saul, Davi, etc.). Foram encontradas também muitas localidades bíblicas: por exemplo Ashtaroth, Sinai, Jerusalém (Ye-ru-sa-lu-um), Hazor, Laquixe, Gézer, Dor, Megido, Jopa, etc. (Pettinato diz ter encontrado referências também a Sodoma e Gomorra).
Foram encontradas três versões do hino da criação eblaíta:
Senhor do céu e da terra:
a terra não existia, tu as criaste,
a luz do dia não existia, tu as criaste,
a luz da manhã tu não a tinha ainda criado.

## A destruição de Ebla
Sargão da Acádia e seu neto Narã-Sim, os conquistadores da maior parte da Mesopotâmia, dizem ter destruído Ebla; a data exata da destruição é objeto de permanentes debates, mas uma data provável é 2 240 a.C.  Durante os próximos três séculos, Ebla acabou reconquistando alguma importância na região, mas nunca retomou seu vigor anterior. É provável que a cidade tenha tido ligações econômicas com a vizinha cidade de Ursu, como se verifica em textos econômicos de Drehem (um subúrbio de Nipur), e nos achados de Cultepe/Canés.

## Ebla no segundo milênio a.C.
Muitos séculos depois de sua destruição pelos acádios, Ebla procurou recobrar um pouco de sua importância, e teve um segundo apogeu entre 1 850 a.C. e 1 600 a.C., aproximadamente. Seus habitantes são conhecidos como amorreus; Ibite-Lim foi o primeiro rei.
Ebla é mencionada em textos de Alalaque por volta de 1 750 a.C.. A cidade foi  destruída no turbulento período de 1 650 a.C. por um rei hitita (Mursili I ou Hattusili I).
Ebla nunca se recuperou de sua segunda destruição. A cidade continuou como uma pequena cidade até o século VII, e a partir daí ficou deserta e esquecida até a redescoberta arqueológica.